# Ринго Стар
Ричард Старки (енгл. Richard Starkey; Ливерпул, 7. јул 1940), познатији као Ринго Стар (енгл. Ringo Starr), је енглески музичар, певач и глумац, најпознатији као бубњар Битлса. На већини албума групе, певао је водеће вокале макар за једну песму, као што су With a Little Help from My Friends, Yellow Submarine и њихову насловну нумеру Act Naturally. Ожењен је други пут и има троје деце из првог брака. Дошао је у групу на наговор чувеног продуцента Џорџа Мартина (George Martin) као замена за Пита Беста (Pete Best), који је до тада свирао у групи. Тако је 1962. постао члан најславнијег састава у историји поп и рок музике у другој половини 20. века. Увек спреман за шалу и без комплекса на своју, помало инфериорну улогу у групи, постао је једнако запажен као и остали чланови. Данас предводи свој „Ол старс бенд“ приређујући гала концерте са оркестром који чине познати поп и рок музичари, углавном по Америци. Издао је соло албум „Ливерпул 8“ који је посветио свом кварту и детињству у родном граду.

## Младост
Ричард Старки је рођен 7. јула 1940. у улици Мадрин 9 у Динглу, уже градске области Ливерпула. Он је једино дете посластичара Ричарда Старкија (1913–1981) и Елси Глив (1914–1987). Елси је уживала у певању и плесу, хобију који је делила са супругом, страственим љубитељем свинга. Пре рођења њиховог сина, којег су звали „Ричи“, пар је проводио већи део свог слободног времена у локалним плесним дворанама, али су њихови редовни изласци прекинули убрзо након његовог рођења. Елси је усвојила превише заштитнички приступ подизању свог сина који се граничио са фиксацијом. Након тога, "Биг Ричи", како је Старкијев отац постао познат, изгубио је интересовање за своју породицу, бирајући уместо тога да проведе дуге сате пијући и плешући у пабовима, понекад и по неколико дана узастопно. У настојању да смањи трошкове становања, његова породица се 1944. преселила у други крај у Динглу, Адмирал Грув; убрзо након тога су се његови родитељи раздвојили и развели су се у року од годину дана.

## Приватни живот
Стар је упознао фризерку Морин Кокс 1962. године, исте недеље када се придружио Битлсима. Венчали су се у фебруару 1965. Менаџер Битлса Брајан Епштајн био је кум, а Старов очух Хари Грејвс и његов колега Џорџ Харисон били су сведоци. Пар је имао троје деце: Зака (рођен 13. септембра 1965), Џејсона (рођен 19. августа 1967) и Ли (рођен 11. новембра 1970). Пар се развео 1975. године. Морин је умрла од леукемије у 48. години 1994. године.
Стар је упознао глумицу Барбару Бах 1980. на снимању филма Пећински човек. У мају 1980. Ринго и Барбара су доживели скоро фаталну саобраћајну несрећу, чудом су преживели са неколико повреда. Одвезени су колима хитне помоћи у болницу St. Mary's, зачудо, били су довољно здрави да би били отпуштени након неколико сати. Венчали су се у градској кући Мерилебон 27. априла 1981. Макартнијеви и Харисонови били су гости на венчању и пријему у Регс-у (у Мејферу). Венчаницу дизајнирали су Дејвид и Елизабет Емануел (који су креирали и венчаницу принцезе Дајане). Сведоци су били Роџер Шајн и Хилари Џерард.
У децембру 2015. Стар и Бах су продали неке од својих личних и професионалних ствари на аукцији у Лос Анђелесу. На аукцији је прикупљено преко 9 милиона долара, од којих је део издвојен за Лотус фондацију, добротворну организацију коју су основали Стар и Бах.

## Филмска каријера
Стар је добио похвале од критичара и професионалаца из филмске индустрије у вези са својом глумом; редитељ и продуцент Волтер Шенсон га је назвао „сјајним глумцем, апсолутно природним”. Године 1971. глумио је патуљка Ларија у филму Френка Запе 200 мотела.
Стар је играо Папу у Листоманији Кена Расела (1975), и фикционализовану верзију себе у Макартнијевом „Поздрави Брод стрит” 1984.

## Занимљивости
- За бурме, дао је два фрагмента стакла са разбијеног ветробранског стакла од њихове саобраћајне несреће 19. маја 1980. године, која су уметнута у два златна прстена у облику звезде као подсетник на срећу са Барбаром.[16]